# Ljudmila Veselkova
Ljudmila Pavlovna Semenjuta-Veselkova (rusko Людмила Павловна Семенюта-Веселкова), ruska atletinja, * 25. oktober 1950, Sovjetska zveza.
Ni nastopila na poletnih olimpijskih igrah. Leta 1982 je osvojila naslov podprvakinje na evropskem prvenstvu v teku na 800 m. 12. septembra 1981 je postavila svetovni rekord v teku na miljo s časom 4:20,89, ki je veljal slabo leto. 